# 뤼트 헤스프
뤼돌퓌스 "뤼트" 휘베르튀스 헤스프(네덜란드어: Rudolfus "Ruud" Hubertus Hesp ˈryt ˈɦɛsp[*], 1965년 10월 31일, 노르트-홀란트 주 뷔쉼 ~)는 네덜란드의 전직 프로 축구 선수로, 현역 시절 골키퍼로 활약했다.

## 클럽 경력
노르트-홀란트 주 뷔쉼 출신인 헤스프는 1985-86 시즌에 하를럼 소속으로 신고식을 치렀다. 그는 압쿠더 시절에 그를 지도하던 피트 스흐레이버르스의 추천을 받아 하를럼에 입단했다. 비록 처음 2년에 하를럼에서 그리 기회를 잡지 못했지만, 그는 한스 판 도르너펠트 감독을 따라 또다른 에레디비시의 포르튀나 시타르트로 이적해 이후 7년을 보내게 되었다. 그는 처음 10년 동안(1시즌은 포르투나 소속으로 에이르스터 디비시에서 경기를 출전했다) 한 경기도 결장하지 않았다.
로다에서 3년을 보낸 헤스프는 스페인의 바르셀로나와 계약하였는데, 당시 카탈루냐 연고 지역의 구단 지휘자는 루이 판 할로, 당시 이적 원년이었다. 판 할은 아약스 잔류를 선언한 에드빈 판 데르 사르와 첼시에 입단한 에트 더후이 영입이 불발되면서 헤스프 영입에 매달렸다. 헤스프는 포르투갈의 비토르 바이아와의 공 경쟁에서 가볍게 우위를 점했고, 총 76번의 라 리가 경기 중 73번의 경기에 출전하며 "바르사"(Barça)의 2년 연속 리그 제패에 일조했다.(이 중 1998년에는 2관왕도 달성했다)
그는 캄 노우에서 보낸 마지막 시즌에 유소년부를 졸업한 프란세스크 아르나우와 주전 수문장 자리를 놓고 경쟁했고, 이후 네덜란드의 포르튀나로 복귀해 2002년에 거의 37세가 되어서 은퇴했다. 얼마 지나지 않아, 그는 골키퍼 코치로 흐로닝언에 합류했다.
2013년 여름, 헤스프는 흐로닝언을 떠나 에인트호번에서 같은 직책을 맡았다.

## 국가대표팀 경력
비록 헤스프는 유로 1996과 1998년 월드컵 본선 선수 명단에 이름을 올렸지만, 국가대표팀 경기에 출전한 적은 없고, 주전 에드빈 판 데르 사르와 후보 에트 더 후이의 후보로 대기했다. 그는 네덜란드 국가대표팀의 골키퍼 코치로도 활동했다.

## 사생활
헤스프의 남동생 다니도 프로 축구 선수였다. 수비수였던 그는 로다 시절 1994-95 시즌에 친형과 한배를 탔다.

## 수상
로다
- KNVB 베커르: 1996–97[11]

바르셀로나
- 라 리가: 1997–98, 1998–99
- 코파 델 레이: 1997–98
- UEFA 슈퍼컵: 1997